# (9592) Clairaut
(9592) Clairaut (1991 GK4) – planetoida z grupy pasa głównego asteroid okrążająca Słońce w ciągu 4,77 lat w średniej odległości 2,83 j.a. Odkryta 8 kwietnia 1991 roku.